# Shelburne (miasto w Nowej Szkocji)
Shelburne – miasto (town) w kanadyjskiej prowincji Nowa Szkocja, ośrodek hrabstwa Shelburne, podjednostka podziału statystycznego (census subdivision). Według spisu powszechnego z 2016 obszar miasta to: 8,84 km², a zamieszkiwało wówczas ten obszar 1743 osoby (gęstość zaludnienia 197,2 os./km²), natomiast cały obszar miejski (population centre) zamieszkiwało 1330 osób.
Miejscowość powstała w ramach osadnictwa lojalistów po rewolucji amerykańskiej 4 maja 1783, a przybyły na miejsce gubernator Nowej Szkocji John Parr 20 lipca 1783 zdecydował o nadaniu jej miana na cześć Williama Petty'ego, drugiego hrabiego Shelburne, które – choć kontestowane przez część mieszkańców (opowiadających się raczej za mianem Port Roseway, odnoszącym się do ówczesnej nazwy pobliskiej zatoki) – jest używane współcześnie, w 1907 otrzymała status miasta (town).